# Girardinus metallicus
Girardinus metallicus es una especie de peces de la familia de los pecílidos en el orden de los ciprinodontiformes.

## Morfología
Los machos pueden alcanzar los 5 cm de longitud total y las hembras los 9 cm.

## Distribución geográfica
Se encuentran en CostaRica.